# Grammy Award de la meilleure prestation vocale R&B féminine
Le Grammy Award de la meilleure prestation vocale R&B féminine (Grammy Award for Best Female R&B Vocal Performance) est une récompense décernée aux Grammy Awards entre 1968 et 2011.
En 2012, cette récompense est fusionnée avec le Grammy Award de la meilleure prestation vocale R&B par un duo ou un groupe et le Grammy Award de la meilleure prestation vocale R&B masculine et désormais présentée dans la catégorie meilleure prestation R&B.

## Lauréats
Liste des lauréats,.

### Années 1960
- 1968 (10e cérémonie) : Aretha Franklin pour Respect
- 1969 (11e cérémonie) : Aretha Franklin pour Chain of Fools

### Années 1970
- 1970 (12e cérémonie) : Aretha Franklin pour Share Your Love With Me
- 1971 (13e cérémonie) : Aretha Franklin pour Don't Play That Song
- 1972 (14e cérémonie) : Aretha Franklin pour Bridge over Troubled Water
- 1973 (15e cérémonie) : Aretha Franklin pour Young, Gifted and Black
- 1974 (16e cérémonie) : Aretha Franklin pour Master of Eyes
- 1975 (17e cérémonie) : Aretha Franklin pour Ain't Nothing Like the Real Thing
- 1976 (18e cérémonie) : Natalie Cole pour This Will Be
- 1977 (19e cérémonie) : Natalie Cole pour Sophisticated Lady (She's a Different Lady)
- 1978 (20e cérémonie) : Thelma Houston pour Don't Leave Me This Way
- 1979 (21e cérémonie) : Donna Summer pour Last Dance

### Années 1980
- 1980 (22e cérémonie) : Dionne Warwick pour Déjà Vu
- 1981 (23e cérémonie) : Stephanie Mills pour Never Knew Love Like This Bepoure
- 1982 (24e cérémonie) : Aretha Franklin pour Hold On I’m Comin’
- 1983 (25e cérémonie) : Jennifer Holliday pour And I Am Telling You I'm Not Going
- 1984 (26e cérémonie) : Chaka Khan pour Chaka Khan (album)
- 1985 (27e cérémonie) : Chaka Khan pour I Feel pour You
- 1986 (28e cérémonie) : Aretha Franklin pour Freeway of Love
- 1987 (29e cérémonie) : Anita Baker pour Rapture
- 1988 (30e cérémonie) : Aretha Franklin pour Aretha
- 1989 (31e cérémonie) : Anita Baker pour Giving You The Best That I Got

### Années 1990
- 1990 (32e cérémonie) : Anita Baker pour Giving You The Best That I Got
- 1991 (33e cérémonie) : Anita Baker pour Compositions
- 1992 (34e cérémonie) : Lisa Fischer pour How Can I Ease the Pain et Patti LaBelle pour Burnin'
- 1993 (35e cérémonie) : Chaka Khan pour The Woman I Am
- 1994 (36e cérémonie) : Toni Braxton pour Another Sad Love Song
- 1995 (37e cérémonie) : Toni Braxton pour Breathe Again
- 1996 (38e cérémonie) : Anita Baker pour I Apologize
- 1997 (39e cérémonie) : Toni Braxton pour You're Makin' Me High
- 1998 (40e cérémonie) : Erykah Badu pour On & On
- 1999 (41e cérémonie) : Lauryn Hill pour Doo Wop (That Thing)
  - Aaliyah pour Are You That Somebody?
  - Erykah Badu pour Tyrone

### Années 2000
| Année | Gagnante                                          | Nominations |
| ----- | ------------------------------------------------- | --- |
| 2000  | Whitney Houston pour It's Not Right but It's Okay | Brandy pour Almost Doesn't Count Mary J. Blige pour All That I Can Say Faith Evans pour Love Like This Macy Gray pour Do Something                       |
| 2001  | Toni Braxton pour He Wasn't Man Enough            | Aaliyah pour Try Again Erykah Badu pour Bag Lady Kelly Price pour As We Lay Jill Scott pour Gettin' in the Way                                           |
| 2002  | Alicia Keys pour Fallin'                          | India.Arie pour Video Mary J. Blige pour Family Affair Blu Cantrell pour Hit 'Em Up Style (Oops!) Jill Scott pour A Long Walk Aaliyah pour Rock the Boat |
| 2003  | Mary J. Blige pour He Thinks I Don't Know         | Aaliyah pour More Than a Woman (en) Ashanti pour Foolish Eartha pour I'm Still Standing Jill Scott pour He Loves Me (Lyzel in E Flat)                    |
| 2004  | Beyoncé pour Dangerously in Love 2                | Erykah Badu pour Back in the Day Ashanti pour Rain on Me Mary J. Blige pour Ooh! Heather Headley pour I Wish I Wasn't                                    |
| 2005  | Alicia Keys pour If I Ain't Got You               | Teena Marie pour I'm Still in Love Jill Scott pour Whatever Angie Stone pour U-Haul Janet Jackson pour I Want You                                        |
| 2006  | Mariah Carey pour We Belong Together              | Fantasia Barrino pour Free Yourself Alicia Keys pour Unbreakable Beyoncé pour Wishing on a Star Amerie pour 1 Thing                                      |
| 2007  | Mary J. Blige pour Be Without You                 | India.Arie pour I Am Not My Hair Natalie Cole pour Day Dreaming Beyoncé pour Ring the Alarm Mariah Carey pour Don't Forget About Us                      |
| 2008  | Alicia Keys pour No One                           | Chrisette Michele pour If I Have My Way Mary J. Blige pour Just Fine Jill Scott pour Hate On Me Fantasia Barrino pour When I See U                       |
| 2009  | Alicia Keys pour Superwoman                       | Beyoncé pour Me, Myself and I Keyshia Cole pour Heaven Sent Jennifer Hudson pour Spotlight Jazmine Sullivan pour Need U Bad                              |

### Années 2010
| Année | Gagnante                                      | Nominations |
| ----- | --------------------------------------------- | --- |
| 2010  | Beyoncé pour Single Ladies (Put a Ring on It) | Melanie Fiona pour It Kills Me Lalah Hathaway pour That Was Then Ledisi pour Goin' Thru Changes Jazmine Sullivan pour Lions, Tigers & Bears |
| 2011  | Fantasia Barrino pour Bittersweet             | Faith Evans pour Gone Already Monica pour Everything to Me Kelly Price pour Tired Jazmine Sullivan pour Holding You Down (Goin' in Circles) |

## Statistiques
- Artistes ayant obtenu le plus souvent cette récompense
  1. Aretha Franklin - 11 récompenses
  2. Anita Baker - 5 récompenses
  3. Toni Braxton - 4 récompenses

- Les plus grandes perdantes (nominations sans victoire)
  1. Jill Scott/Janet Jackson - 6 nominations
  2. Vanessa L. Williams/ Diana Ross - 5 nominations
  3. Etta James/Teena Marie/ Esther Phillips/Aaliyah - 4 nominations

- Artistes les plus nommées
  1. Aretha Franklin - 23 nominations
  2. Chaka Khan - 8 nominations
  3. Whitney Houston/Patti LaBelle/Mary J. Blige/Natalie Cole - 7 nominations